# José Tohá

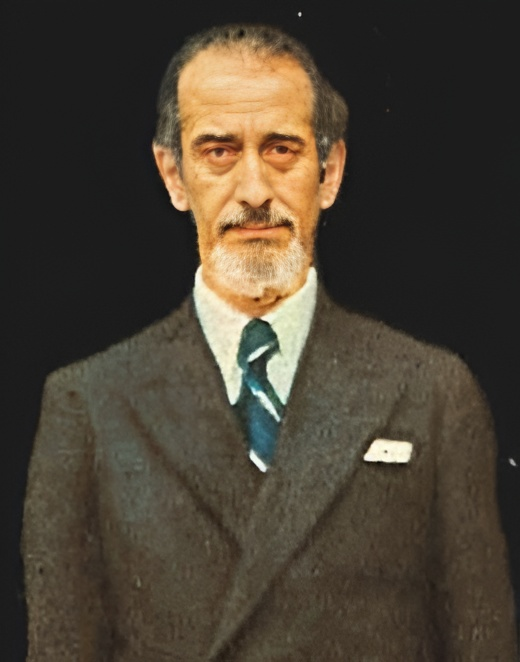
Tohá (1972)

José Tohá González (* 6. Februar 1927 in Chillán; † 15. März 1974 in Santiago de Chile) war ein chilenischer Journalist und Politiker. Unter Salvador Allende war er zunächst Innenminister und später Verteidigungsminister Chiles. Nach dem Militärputsch von Augusto Pinochet 1973 wurde er gefangen genommen und gefoltert, ehe er im März 1974 ermordet wurde.

## Frühes Leben
Tohá wurde in der zentralchilenischen Stadt Chillán als Sohn eines katalanischen Einwanderers und einer Chilenin geboren. Er hatte vier Geschwister und besuchte das Liceo de Hombres in Chillán, an dem er auch erste politische Erfahrungen sammelte. So trat er bereits 1942 in die Jugendorganisation der Partido Socialista ein und engagierte sich in der Schülervertretung seiner Schule und später auch in der Federación de Estudiantes der Provinz Ñuble. Nach seinem Schulabschluss zog er in die Hauptstadt Santiago de Chile, um an der Universidad de Chile Rechtswissenschaften zu studieren. Auch dort engagierte er sich in der Studierendenschaft und war zwischen 1950 und 1951 Präsident der Verbundes der Studierenden der Universidad de Chile (Federación de Estudiantes de la Universidad de Chile).
Allerdings erhielt Tohá keinen Abschluss in den Rechtswissenschaften von der Universidad de Chile. Stattdessen fing er an, als Journalist zu arbeiten. 1958 wurde er Mitglied der Redaktion der Zeitung Las Noticias de Última Hora. 1960 stieg er sogar zum Chefredakteur auf und blieb dies für zehn Jahre.

## Karriere als Politiker
Bereits in seiner Schulzeit trat Tohá in die Partido Socialista ein. Dies blieb er auch während seines Universitätsstudiums, wo er auf einer sozialistischen Liste stehend zum Präsident der FECh gewählt wurde. Außerdem stieg er innerhalb der Partei auf und wurde Mitglied des Comité Central. In dieser Funktion unterstützte er Salvador Allende bei dessen Präsidentschaftswahlkämpfen 1952, 1958, 1964 und 1970. Bei der Parlamentswahl 1969 trat er im siebten Wahlkreis, der unter anderem Chillán und Concepción umfasste, an, um Senator zu werden. Allerdings erhielt er nur 8,6 % der Stimmen und wurde somit knapp nicht gewählt.
Nachdem Allende die Präsidentschaftswahl 1970 gewonnen hatte, wurde Tohá zum Innenminister ernannt. In dieser Funktion war er gleichzeitig Vizepräsident. Im Januar 1972 wurde ein Amtsenthebungsverfahren gegen Tohá gestartet, da ihm vorgeworfen wurde, er würde linksextreme paramilitärische Gruppen unterstützen. In der Folge entließ Allende Tohá als Innenminister, nur um ihn wenige Tage später zum Verteidigungsminister zu ernennen. Dieses Amt hatte er bis Juli 1973 inne. In seine Amtszeit fiel unter anderem der Tanquetazo-Putschversuch vom 29. Juni 1973.

## Militärputsch und Tod
Während des Militärputschs vom 11. September 1973, der von Augusto Pinochet angeführt wurde, befand sich Tohá im Präsidentenpalast La Moneda. Nachdem Allende Selbstmord begangen hatte, wurde Tohá von Militärs festgenommen und zunächst in die Escuela Militar Bernardo O'Higgins gebracht. Von dort wurde er in das Konzentrationslager auf der Isla Dawson in der Región de Magallanes gebracht, wo er auch gefoltert wurde. Während seiner Zeit im Konzentrationslager verlor Tohá stark an Gewicht, sodass er am Ende nur noch 49 Kilogramm bei einer Körpergröße von 1,92 Meter wog. Im Februar 1973 wurde er ins Militärkrankenhaus von Santiago de Chile verlegt. Dort wurde er am 15. März 1974 tot aufgefunden. Als offizielle Todesursache wurde Suizid angegeben. Allerdings gab es erhebliche Zweifel, ob Tohá aufgrund seines Gesundheitszustandes überhaupt in der Lage gewesen wäre, Selbstmord zu begehen.
Im Jahr 2010 ordnete daher ein Gericht in Santiago de Chile die Exhumierung und erneute Untersuchung seiner Leiche an. Dabei wurden Schäden am Schildknorpel und Ringknorpel festgestellt, die auf einen Mord an Tohá hindeuteten. Insofern zeigte ein Autopsiebericht aus dem Jahr 2012 klar, dass Tohá erdrosselt wurde. Im Jahr 2015 begann daraufhin der Prozess gegen zwei Oberste der Fuerza Aérea wegen der Folterung Tohás. Sie wurden jeweils zu drei Jahren Haft verurteilt.

## Persönliches
Tohá stammt aus einer politischen Familie: Seine Brüder Jaime und Isidoro sind beide ebenfalls Politiker. 1963 heiratete Tohá Victoria Morales Etchevers, mit der er zwei Kinder hat: José und Carolina. Nach Tohás Ermordung ging seine Familie ins Exil nach Mexiko. Seine Witwe war nach der Rückkehr Chiles zur Demokratie Botschafterin ihres Landes zunächst in Honduras und später in El Salvador. Seine Tochter Carolina ging ebenfalls in die Politik, so war sie unter anderem Bürgermeisterin von Santiago und ist seit 2022 wie einst ihr Vater Innenministerin im Kabinett von Präsident Gabriel Boric.